# 社会学年報
『社会学年報』（しゃかいがくねんぽう、仏：L'Année sociologique）はフランスで年2回刊行されている学術雑誌である。
1898年にエミール・デュルケムによって創刊され、デュルケム自身が初代編集長を務めた。2度の大戦を挟んで休刊、復刊を繰り返し、創刊から1925年までは年1回刊行。1934年から1942年までは『社会学年誌（Annales sociologiques）』の題名で刊行されたが、第二次世界大戦終了後に『社会学年報』の題名に戻った。現在も刊行されている。休・復刊および書名の変更は以下のとおりである。
- 1898 - 1913年：『社会学年報』（第一シリーズ）
- 1908 - 1935年：『社会学年報叢書（Traveaux de l'Année sociologique）』（別冊として）
- 1925 - 1927年：『社会学年報』（第二シリーズ）
- 1934 - 1942年：『社会学年誌』-「一般社会学」、「宗教社会学」、「法・道徳社会学」、「経済社会学」、「社会形態学（言語・技術・芸術）」の5冊により構成。
- 1949年 - 現在：『社会学年報』（第三シリーズ）

デュルケムが『社会学年報』を刊行した目的は、彼自身や弟子たちの研究に加えて、彼が提起した新しい社会学的パラダイムに立脚する他の学者たちの論文を発表する媒体とすることにあった。このため社会学年報といえば、20世紀初頭のデュルケム学派やその研究に特有の方法論を意味することにもなった。
『社会学年報』創刊時の主要寄稿者はデュルケムの他、セレスタン・ブーグレ、マルセル・モース、アンリ・ユベール、ロベール・エルツ、モーリス・アルブヴァクス、フランソワ・シミアンなどであった。
当初はフェリックス・アルカン社（Librairie Félix Alcan）から刊行されたが、現在は国立科学研究センター人文・社会科学研究所の支援を受けてフランス大学出版局（PUF）が刊行している。